# Шенвальде-ам-Бунгсберг
Шенвальде-ам-Бунгсберг (нім. Schönwalde am Bungsberg) — громада в Німеччині, розташована в землі Шлезвіг-Гольштейн. Входить до складу району Східний Гольштейн. Складова частина об'єднання громад Остгольштайн-Мітте.
Площа — 39,06 км2. Населення становить 2584 ос. (станом на 31 грудня 2020).

## Галерея

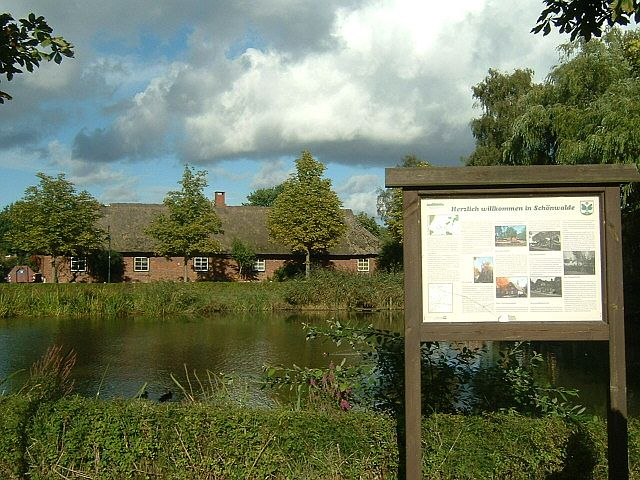
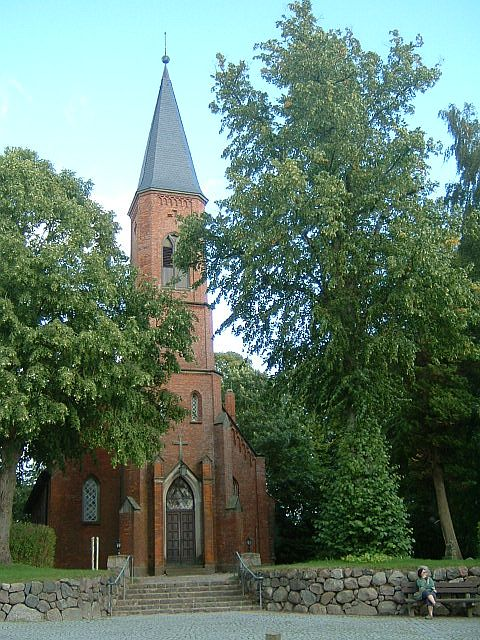